# Unió de Sindicats Agrícoles de Catalunya
La Unió de Sindicats Agrícoles de Catalunya (USA o USAC) va ser una federació catalana de cooperatives agràries creada el 12 de juliol de 1931 al Palau de Projeccions de Montjuïc. Va ser el primer grup de pressió de la pagesia catalana amb unitat d'acció i prou força per exercir influència econòmica i política.
L'assemblea constitutiva va reunir entre cinc mil i sis mil pagesos i s'hi van adherir els sindicats agrícoles presents, gairebé per unanimitat. La primera assemblea, celebrada l'abril de 1932 al Teatre Bosc de Barcelona va aplegar uns 520 delegats de sindicats agrícoles, que representaven uns 60.000 pagesos. Principalment, la USAC estava composta per mitjans i petits propietaris. Va voler mantenir-se neutral en el conflicte entre rabassaires i grans propietaris, la qual cosa s'ha indicat com decantar-se més pels propietaris que parcers.
Va agrupar les dues federacions de cooperatives agràries més importants de Catalunya, la Unió de Sindicats i Pagesos de Catalunya i la Federació de Sindicats Agrícoles del Litoral. Així mateix, va tenir el suport de la Unió de Vinyaters de Catalunya, que el 1931 va passar a ser secció vitícola de la USAC.
El 2 de desembre de 1936, en un context d'economia de guerra, la Generalitat de Catalunya va fusionar la USAC amb la Unió de Rabassaires i Altres Cultivadors del Camp de Catalunya, i va fundar la Federació de Sindicats Agrícoles de Catalunya. Això va implicar la sindicació de tots els pagesos i l'existència d'una sola cooperativa a cada poble, federada a escala comarcal i nacional.

## Objectius
Els objectius de la USAC eren modernitzar les explotacions agràries i de transformació cooperatives, formar professionalment i intel·lectual els pagesos, alliberar de l'esclavatge els intermediaris i fabricants d'adobs, sindicar la producció i adquisició de llavors i adobs (entre altres recursos productius). Així mateix, també es constituïa com a grup de pressió per a aconseguir mesures legals més favorables, tant fiscals com proteccionistes. Per exemple, la lliure exportació de productes agraris, la lliure importació d'adobs, o mesures aranzelàries per als productes forans.

## Premsa
La USAC publicava una revista La Pagesia, des de l'agost de 1932 fins al desembre de 1936. Comptava amb diverses seccions sobre temes com els cereals, ramaderia, oli, fruiters i verdures, la unió de vinyaters de Catalunya, entre d'altres.

## Presidència
El càrrec de presidència va estar ocupat per les següents persones:
- F. Santacana (1931)
- C. Jordà (1931-35)
- P. Cabot (1935)
- F. Zuleta (1936)